# Афрички плес
Афрички плес се односи на различите плесне стилове подсахарске Африке. Ови плесови су уско повезани са традиционалним ритмовима и музичким традицијама региона. Музика и плес су саставни део многих традиционалних афричких друштава. Песме и игре олакшавају подучавање и промовисање друштвених вредности, прослављање посебних догађаја и животних прекретница, чување усмене историје и других рецитација и духовних искустава. Афрички плес користи концепте полиритма и укупне артикулације тела. Афрички плесови су колективна активност која се изводи у великим групама, са значајном интеракцијом између плесача и посматрача у већини стилова.

## Карактеристике
Традиционални плес у Африци се одвија колективно, изражавајући вредности и жеље заједнице више од оних појединаца или парова. Иако се плесови могу чинити спонтаним, обично су строго устројени према кореографији. Импровизација је ограничена јер ставља фокус на појединца, а не на групу. Рани коментари аутсајдера приметили су одсуство плеса блиског пара популарног у Европи и Северној Америци: сматрало се да је такав плес неморалан или неукусан у многим традиционалним афричким друштвима. Међу Јорубама, да дамо конкретан пример, додиривање током плеса је реткост осим у посебним околностима. Једина афричка земља чији традиционални плесови укључују партнере је Камерун.
Плесови су обично раздвојени по полу, где се родне улоге код деце и других структура заједнице као што су сродство, године и политички статус често појачавају. Многи плесови су подељени по полу, као резултат повезаности са родно подељеним радом, као и културних веровања о родним улогама и родним изразима. Плесови славе прелазак из детињства у одрасло доба или духовно обожавање. Међу народом Лунда у Замбији, на пример, младе девојке остају у осами месецима да вежбају плес за свој ритуал одрастања.
У традиционалним афричким друштвима деца почињу да уче своје традиционалне песме, ритмове и игре од тренутка рођења, почевши од успаванки које певају њихове мајке. Док их носе на мајчиним леђима током свакодневних послова и друштвених догађаја, изложени су музици коју њихове мајке певају или слушају. Томас Едвард Бодвич, рани европски посматрач, приметио је да ће „деца померати главе и удове, док су на леђима своје мајке, тачно у складу са мелодијом која свира“. Многе традиционалне афричке дечије игре, посебно у западној и централној Африци, укључују елементе који промовишу способност детета да разуме ритмове. Када деца постану довољно одрасла да покушају самостално извођење плесних покрета, она опонашају умеће старијих играча све док не овладају плесом. Дозвољено им је да импровизују само када савладају прописану кореографију.
Музичка пратња афричких плесова је веома разнолика. Већина плесова користи људски глас у облику певања, викања, рецитације, гунђања, шапутања и других вокализација. Многе групе користе бубњеве. У афричкој заједници, окупљање као одговор на ударце у бубањ је прилика да једни другима дамо осећај припадности и солидарности, време да се повежемо једни са другима и будемо део колективног ритма живота у којем млади и стари, богати и сиромашни, мушкарци и жене су сви позвани да допринесу друштву. С друге стране, номадске групе као што су Масаи традиционално не користе бубњеве.
Многи афрички плесови су полиритмични, односно користе два или више супротстављених ритмова у исто време. Плесачи могу да синхронизују покрете различитих делова тела са различитим ритмовима или да се мењају флуидно између ритмова. Плесачи у Нигерији, на пример, обично комбинују најмање два ритма у свом покрету, или три ако су посебно талентовани. Све више од тога је редак подвиг.  Такође могу да додају ритмичке компоненте независно од оних у музици. Могући су веома сложени покрети иако се тело не креће кроз простор.
Историчар плеса Џеки Малон описује како различите групе користе делове тела на различите начине: „ Анло-Еве и Лоби из Гане наглашавају горњи део тела, док Калабари из Нигерије дају суптилан акценат на извођење плесних поректа куковима. Акан из Гане користе стопала и руке на одређене начине. Снажни покрети контракције и отпуштања карлице и горњег торза карактеришу и мушке и женске плесове у Агбору.“
| Плес             | Сврха               | Земља / Племе порекла        |
| ---------------- | ------------------- | ---------------------------- |
| Адова            |                     | Гана / Ашнти                 |
| Агбаја           |                     | Гана / Еве                   |
| Агвара           | Удварање            | Уганда / Алур                |
| Акого            | Удварање            | Уганда / Итесо               |
| Амаггуњу         |                     | Уганда / Буганда             |
| Амбас-и-ба       | Прослава            | Камерун                      |
| Бакисиимба       | Прослава            | Уганда / Буганда             |
| Бикутси          | Прослава            | Камерун                      |
| Бвола            | Прослава            | Уганда / Ачоли               |
| Купе-Децале      | Прослава            | Обала Слоноваче              |
| Динг Динг        |                     | Уганда / Ачоли               |
| Екитагуриро      |                     | Уганда / Банианколе          |
| Екизино          | Удварање            | Уганда / Бакига              |
| Ентог            | Поглед              | Уганда / Лугбара             |
| Ентогоро         | Поглед              | Уганда / Баниоро, Батооро    |
| Гомбеи           | Жетва               | Сенегал                      |
| Кете             |                     | Гана/ Асханти                |
| Какиламбе        | Ритуал плодности    | Гвинеја или Мали / Бага људи |
| Кваса кваса      | Прослава            | Конго (ДРЦ)                  |
| Ламбан           | Прослава            | Гвинеја, Сенегал, Мали       |
| Ларакарака       | Удварање            | Уганда / Ацхоли              |
| Макоса           | Прослава            | Камерун                      |
| Мапоука          | Церемонијал         | Обала Слоноваче              |
| Мвага            | Удварање            | Уганда / Багису              |
| Ндомболо (Сукус) | Удварање            | Конго (ДРЦ)                  |
| Оваро            |                     | Уганда / Самиа-Бугве         |
| Руниеге          | Прослава / Удварање | Уганда / Баниоро, Батооро    |
| Сабар            | Прослава            | Сенегал/ Волоф народ         |
| Суну             | Венчање             | Гвинеја, Мали / Мандинке     |
| Таменаибуга      | Пријатељство        | Уганда / Басога              |
| Укусина          | Обред прелаза       | Јужна Африка                 |
| Заоули           | Прослава и сахрана  | Обала Слоноваче / Гуро       |
| Зоуглоу          | Прослава            | Обала Слоноваче              |